# 東岳 (浮世絵師)
東岳（とうがく、生没年不詳）とは、江戸時代の浮世絵師。

## 来歴
『増補浮世絵師人名辞書』によれば初代歌川広重門人、姓は新荘。『浮世絵師伝』にも「東岳」の項があり作画期は安政のころ、歌川派風の肉筆美人画で「島岳」印のある「墨田堤花見芸妓」という作ありと記すが、画系は空欄としている。これが『増補浮世絵師人名辞書』に掲げている「東岳」と同一人かは定かではなく、「墨田堤花見芸妓」という絵についても現在では消息不明である。